# Андерссон, Хуго
Пер Эми́ль Ху́го А́ндерссон (швед. Per Emil Hugo Andersson; род. 1 января 1999, Скуруп, Сконе) — шведский футболист, защитник клуба «Раннерс».

## Клубная карьера
Футболом начинал заниматься в клубе «Скуруп», представляющем его родной город. В 2011 году перебрался в академию «Мальмё», где выступал за юношеские команды различных возрастов. В середине 2017 года подписал полупрофессиональный контракт с клубом и стал привлекаться к тренировкам основной команды. 29 октября в предпоследнем туре чемпионата против «Сириуса» впервые попал в заявку команды на матч чемпионата Швеции, но на поле не появился. 20 мая 2018 года дебютировал в Аллсвенскане в игре с «Хеккеном». Андерссон появился на поле на 87-й минуте вместо Маттиаса Сванберга при счёте 2:0 в пользу его команды. 18 августа в домашней игре с «Треллеборгом» Хуго вышел в стартовом составе и уже на 2-й минуте открыл счёт в матче, положив тем самым начало разгрому соперника.
18 февраля 2019 года Андерссон на правах аренды перешёл в «Треллеборг», выступавший в Суперэттане. 30 марта сыграл свою первую игру за новый клуб против ГАИС. В общей сложности защитник провёл в сезоне 27 игр, в которых отметился шестью жёлтыми карточками.
25 августа 2020 года отправился в ещё одну аренду, став игроком датского «Хобро». В его составе 10 сентября дебютировал в первом дивизионе, выйдя в стартовом составе в матче с «Виборгом». 13 декабря во встрече второго круга против «Веннсюсселля» забил свой первый гол в Дании. В общей сложности Андерссон принял участие в 31 встрече, в которых сумел забить пять мячей. По окончании аренды вернулся в «Мальмё», где приступил к тренировкам с основной командой.

## Карьера в сборной
Выступал за юношеские сборные Швеции до 17 и до 19 лет. 22 марта 2019 года дебютировал за молодёжную сборную Швеции в товарищеской встрече со сборной России, в конце игры заработав предупреждение.

## Клубная статистика
| Выступление      | Выступление      | Выступление      | Лига | Лига | Кубки | Кубки | Конт. кубки | Конт. кубки | Итого | Итого |
| Клуб             | Лига             | Сезон            | Игры | Голы | Игры  | Голы  | Игры        | Голы        | Игры  | Голы  |
| ---------------- | ---------------- | ---------------- | ---- | ---- | ----- | ----- | ----------- | ----------- | ----- | ----- |
| Мальмё           | Аллсвенскан      | 2018             | 4    | 1    | 1     | 0     | 0           | 0           | 5     | 1     |
| Мальмё           | Аллсвенскан      | 2019             | 0    | 0    | 1     | 0     | 0           | 0           | 1     | 0     |
| Мальмё           | Аллсвенскан      | 2020             | 0    | 0    | 0     | 0     | 0           | 0           | 0     | 0     |
| Мальмё           | Аллсвенскан      | 2021             | 0    | 0    | 0     | 0     | 0           | 0           | 0     | 0     |
| Мальмё           | Итого            | Итого            | 4    | 1    | 2     | 0     | 0           | 0           | 6     | 1     |
| → Треллеборг     | Суперэттан       | 2019             | 27   | 0    | 0     | 0     | 0           | 0           | 27    | 0     |
| → Треллеборг     | Итого            | Итого            | 27   | 0    | 0     | 0     | 0           | 0           | 27    | 0     |
| → Хобро          | Первый дивизион  | 2020/21          | 31   | 5    | 0     | 0     | 0           | 0           | 31    | 5     |
| → Хобро          | Итого            | Итого            | 31   | 5    | 0     | 0     | 0           | 0           | 31    | 5     |
| Всего за карьеру | Всего за карьеру | Всего за карьеру | 62   | 6    | 2     | 0     | 0           | 0           | 64    | 6     |